# Larry Allen
Larry Christopher Allen Sr. (Los Angeles, 27 novembre 1971 – Città del Messico, 2 giugno 2024) è stato un giocatore di football americano statunitense che giocò nel ruolo di guardia per 14 stagioni nella National Football League (NFL).
Fu scelto nel corso del secondo giro (46º assoluto) del Draft NFL 1994 dai Dallas Cowboys. Al college giocò a football alla Sonoma State University. Allen fu inserito nella Pro Football Hall of Fame nel 2013.

## Carriera professionistica
Allen fu scelto nel corso del secondo giro dei Draft 1994 dai Dallas Cowboys. Convocato 11 volte per il Pro Bowl, Allen giocò dodici stagioni coi Cowboys, vincendo un anello del Super Bowl con la vittoria per 27-17 sui Pittsburgh Steelers nel Super Bowl XXX. Le sue due ultime stagioni le giocò coi San Francisco 49ers prima di firmare un contratto di un giorno coi Dallas Cowboys, consentendogli di ritirarsi come membro dell'organizzazione che lo scelse, prima della stagione regolare 2008. Nella sua carriera, Larry fu convocato per più Pro Bowl di qualsiasi altro giocatore offensivo della storia dei Cowboys.
Largamente considerato uno dei migliori uomini della linea offensiva di tutti i tempi e anche uno degli uomini più potenti ad aver giocato a football, Allen venne inserito sia nella formazione ideale della NFL degli anni 1990 che in quella degli anni 2000.
Durante l'intervallo della gara tra Cowboys e Seattle Seahawks del 6 novembre 2011, Allen, Drew Pearson e Charles Haley furono inseriti nel prestigioso Dallas Cowboys Ring of Honor.

## Palmarès

### Franchigia
- Super Bowl : 1

Dallas Cowboys: XXX
- National Football Conference Championship: 1

Dallas Cowboys: 1995

### Individuale
- Convocazioni al Pro Bowl: 11

1995, 1996, 1997, 1998, 1999, 2000, 2001, 2002, 2004, 2005, 2006
- All-Pro: 7

1995, 1996, 1997, 1998, 1999, 2000, 2001
- PFWA All-Rookie Team - 1994
- Formazione ideale della NFL degli anni 1990
- Formazione ideale della NFL degli anni 2000
- Formazione ideale del 100º anniversario della National Football League
- Pro Football Hall of Fame
- Classificato al #95 tra i migliori cento giocatori di tutti i tempi da NFL.com